# Petrosavia sinii
Petrosavia sinii är en enhjärtbladig växtart som först beskrevs av Kurt Krause, och fick sitt nu gällande namn av François Gagnepain. Petrosavia sinii ingår i släktet Petrosavia och familjen Petrosaviaceae. Inga underarter finns listade.